# إريك ريد
إريك ريد (بالإنجليزية: Erik Read) (و. 1991  م) هو متزلج جبال كندي، ولد في كالغاري.
.

## التعليم
تعلم في جامعة دنفر.

## روابط خارجية
- إريك ريد على موقع الاتحاد الدولي للتزلج (التزلج على المنحدرات الثلجية) (الإنجليزية)
- إريك ريد على موقع اللجنة الأولمبية الدولية (الإنجليزية)
- إريك ريد على موقع أوليمبيديا (الإنجليزية)
- إريك ريد على موقع اللجنة الأولمبية الكندية (الإنجليزية)